# Рожавская, Юдифь Григорьевна
Юдифь Григорьевна Рожавская (укр. Юдіф Григорівна Рожавська; 12 ноября 1923, Киев — 10 марта 1982, Киев) — советский композитор.

## Биография
Родилась 12 ноября 1923 года в Киеве.
В годы Великой Отечественной войны была участником фронтовых концертных бригад.
В 1946 году окончила Киевскую консерваторию по классу фортепиано у Е. М. Сливака, в 1947 году — по классу композиции у М. А. Гозенпуда, в 1951 году — аспирантуру (фортепиано, руководитель Е. М. Сливак).
Писала музыку для мультфильмов, драматического театра, радиопостановок.
Умерла 10 марта 1982 года в Киеве, похоронена в посёлке Ворзель Киевской области.

## Творчество
- Третья часть коллективной канаты «Слава жінкам-трудівницям / Слава женщинам-труженицам» (1950)
- Вторая часть коллективной канаты «Моя Радянська Україна / Моя Советская Украина» (1952)
- Сюита «Снегурочка» (1955)
- Симфоническая поэма «Днепр» (1956)
- Балет «Королевство кривых зеркал» (1966)
- Детская опера «Казка про загублений час / Сказка о потерянном времени» (1971)

## Фильмография
- «Веснянка» (1961)
- «Пушок и Дружок» (1962)
- «Весёлый художник» (1963)
- «Тяв и Гав» (1967)